# Retinometer
Ein Retinometer ist ein Untersuchungsinstrument des Augenarztes. Es misst das Auflösungsvermögen der Netzhaut (Retina) im Auge mit Hilfe von Interferenzmustern, die durch zwei kohärente Laserlichtquellen erzeugt werden. Je nach Abstand der Lichtquellen von der Netzhaut entstehen grobe oder feine Linienmuster. Das feinste Linienmuster, welches vom Untersuchten noch erkannt wird, entspricht seinem retinalen Auflösungsvermögen.
Wichtig ist das Retinometer zum Untersuchen des Auges bei veränderten lichtbrechenden Medien (Linse, Hornhaut). Häufig wird es verwendet, um abzuschätzen, ob ein Patient nach Operation des grauen Stars (Katarakt) besser sehen könnte, und hilft einzuschätzen, ob noch weitere Pathologien vorliegen.